# Kotlina Kargowska
Kotlina Kargowska (315.62) – mezoregion fizycznogeograficzny w zachodniej Polsce, stanowiący środkową część Pradoliny Warciańsko-Odrzańskiej. Region graniczy od północy z Pojezierzem Poznańskim, Bruzdą Zbąszyńską i Pojezierzem Łagowskim, od zachodu z Doliną Środkowej Odry, Wysoczyzną Czerwieńską i Wałem Zielonogórskim, od południa z Obniżeniem Nowosolskim i Pradoliną Głogowską a od wschodu z Pojezierzem Sławskim i Doliną Środkowej Obry. Kotlina Kargowska leży na pograniczu województw  lubuskiego i wielkopolskiego.
Mezoregion ten jest rozległą równiną piaszczystą wytworzoną w miejscu styku sandru Bruzdy Zbąszyńskiej z Pradoliną Warciańsko-Odrzańską. Ukształtowanie terenu jest tu znacznie zatarte z uwagi na występowanie wałów wydm. Powierzchnia jest płaska, co powoduje zjawisko bifurkacji rzeki Obry, kierując jej wody na północ (do Warty) bądź na zachód (do Odry). Większość rzek w Kotlinie Kargowskiej jest uregulowana i skanalizowana. Region charakteryzuje obfitość lasów i stosunkowo słabe zaludnienie.
Jedynym ośrodkiem miejskim regionu jest Kargowa, ponadto leżą tu wsie Bojadła, Trzebiechów i Kolsko.